# 게아게역
게아게역(일본어: 蹴上駅、けあげえき)은 일본 교토부 교토시 히가시야마구에 있는 교토 시영 지하철 도자이 선의 역이다. 역 번호는 T09이다.

## 역사
교토 시 교통국의 게아게 역은 교토 시덴 게아게 선 게아게 역에 이어 2대째의 역이다. 또한, 게이한 게이신 선의 게아게 역은 현재의 지하철 역보다 사거리를 끼고 서쪽에 있었다.
역 시설은 제3섹터의 교토 고속철도 주식회사가 건설을 담당했다.

### 연표
- 1997년 10월 12일: 교토 시영 지하철 도자이 선의 다이고 ~ 니조 역간 개통과 동시에 영업 개시.
- 2007년 4월 1일: IC카드 "PiTaPa"의 사용 개시.

## 역 구조
다른 도자이 선의 역과 마찬가지로 섬식 승강장 1면 2선의 구조로 스크린도어가 설치되어 있다.
도자이 선 역은 역마다 정거장 색깔이 제정되어 있으며, 본 역의 스테이션 컬러는 ■보라색이다.
지하 4층에 승강장이 있다. 지상의 출입구는 2개이다. 역 주변은 후치 지구로 설정되어 있어 출입구는 벽돌조의 타일로 장식되어 있다.

### 승강장
| 1 | 도자이 선 | 가라스마오이케・우즈마사텐진가와 방면       |
| 2 | 도자이 선 | 미사사기・야마시나・로쿠지조・하마오쓰 방면 |

## 역 주변
교토 분지의 동단에는 히가시야마의 산록에 위치한다. 북서쪽은 시가지이지만, 남동쪽에는 도카이도(산조도리)가 산을 넘어간다.
본 역 부근의 히가시야마역 부근에 있어서는 많은 관광과 문교 시설 등이 입지하여 두 역에서는 이용 가능 시설도 많다.
- 웨스틴 미야코 호텔 교토
- 난젠지
- 난젠지 인근 별장
- 젠린지
- 철학의 길
- 비와코 수로
  - 비와코 수로 기념관
  - 게아게 인클라인
  - 간사이 전력 게아게 발전소 (일본 최초의 수력 발전소)
  - 교토 시 상하수도국 게아게 정수장
  - 구조야마 정수장
- 히가시야마 중・고등학교
- 교토 시 국제 교류 회관
- 교토 시 동물원
- 히나타다이진구

## 사진

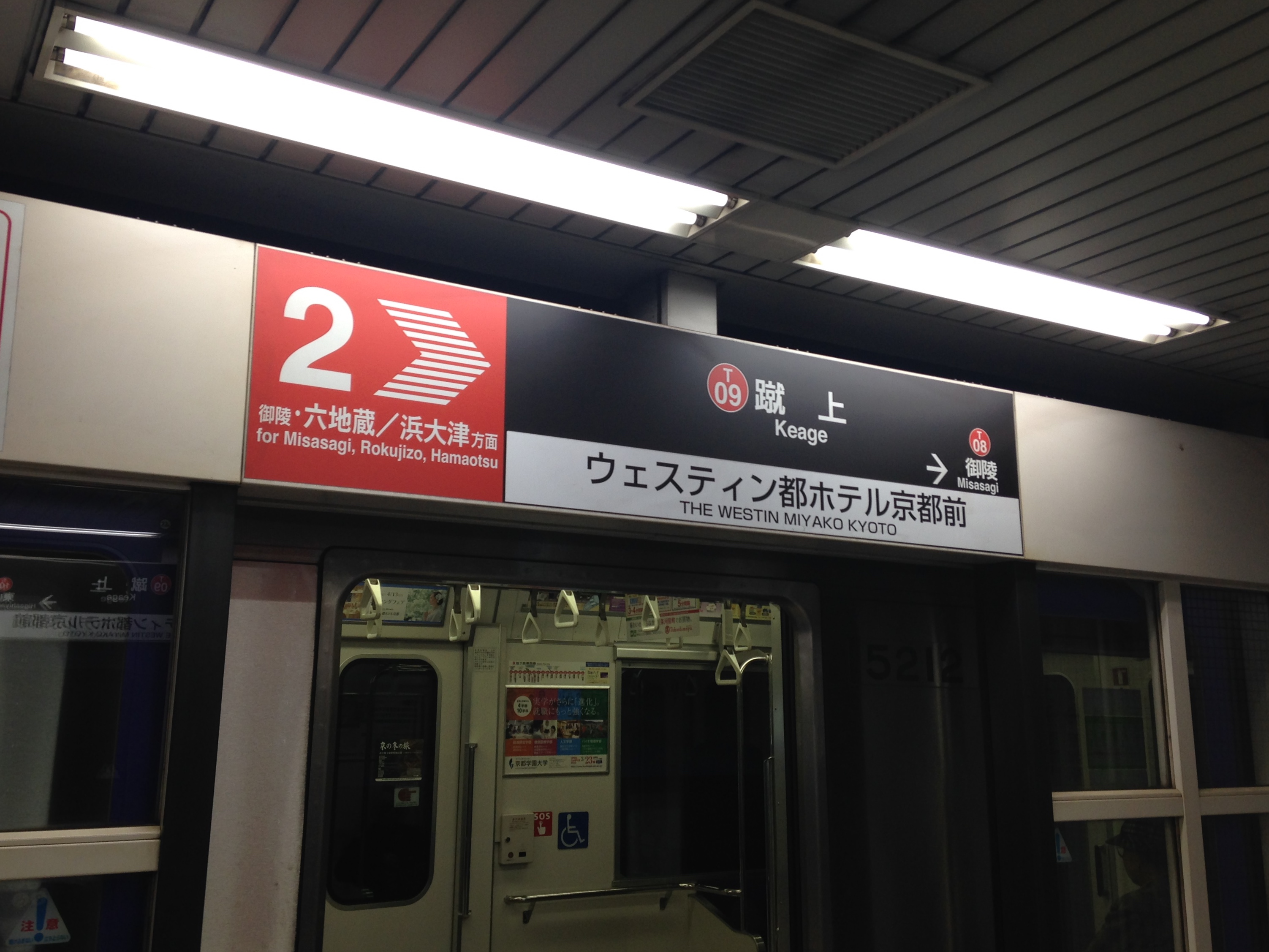
역명판

## 인접역
| 교토 시 교통국 도자이 선   | 교토 시 교통국 도자이 선 | 교토 시 교통국 도자이 선             |
| -------------------------- | ------------------------ | ------------------------------------ |
| T08 미사사기 로쿠지조 방면 |                          | 히가시야마 T10 우즈마사텐진가와 방면 |